# Пелексі-Рівер

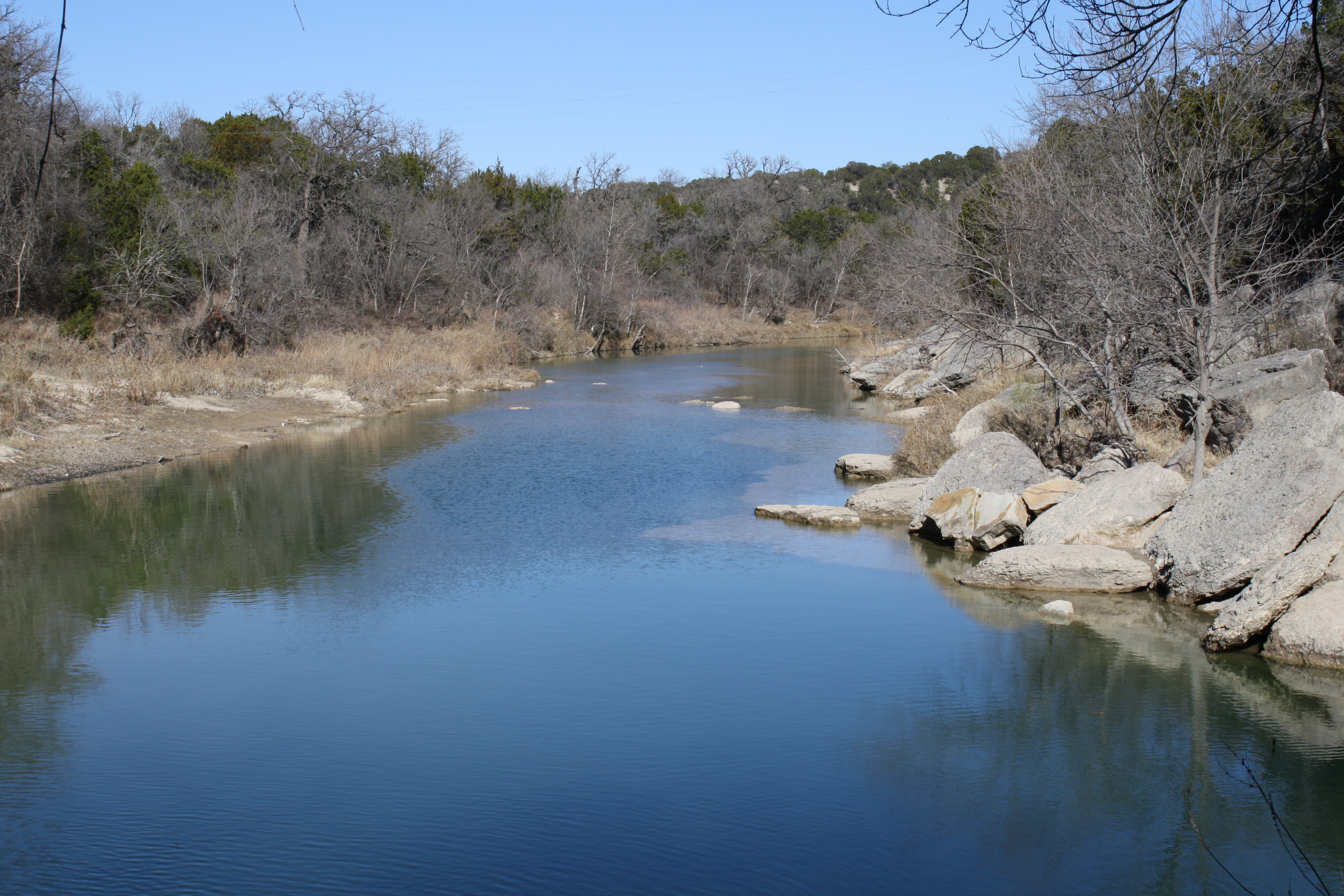
Ріка Пелексі-Рівер у Долина Динозаврів.

Пелексі-Рівер (англ. Paluxy River) — річка в Північній Америці, штаті Техас, США. Це притока річки Бразос (Brazos). Вона утворюється після злиття Північної та Південної Пелексі (North Paluxy River і South Paluxy River) в місті Блеф Дейл, а потім протікає близько 47 км і впадає в річку Бразос недалеко від міста Глен Роуз в області Сомервелл того ж штату Техас.
Поряд з містечком Глен Роуз в Долині Динозаврів у 1930-х роках місцевими жителями у давніх осадових гірських породах, яким близько 113 млн років були виявлені сліди динозавра і в тому ж шарі порід сліди, схожі на людські. З тих пір ці знахідки привертають пильну увагу дослідників і слугують «візитною карткою» регіону для численних туристів.